# Дождливый
Дождливый — упразднённый посёлок в Зейском районе Амурской области России. Исключен из учётных данных в 1974 году.

## География
Посёлок располагался на правом берегу реки Олонгро (приток реки Унаха) ниже впадения в неё реки Бургали, на расстоянии примерно 47 километров (по прямой) к северо-западу поселка Кировский.

## История
Возник как золотопромышленный прииск.
В 1930—1950-е годы в посёлке действовал колхоз «Первое мая».
Решением Амурского исполкома от 7 июня 1974 года № 253, посёлок Дождливый исключен из учётных данных как несуществующий.